# Hな彼女の見つけ方 マシューの童貞卒業物語
『Hな彼女の見つけ方 マシューの童貞卒業物語』（えっちなかのじょのみつけかた ましゅーのどうていそつぎょうものがたり、原題：100 girls）は2000年製作のアメリカ合衆国の映画。
オタク系童貞の学生が恋人を探すために学校の女子寮に潜入して様々な難題を乗り越えていくお色気ラブコメディ。

## あらすじ
さえない大学生のマシュー（ジョナサン・タッカー）は、ある夜女子寮のエレベーター内で突然停電に見舞われ、そばにいた女子大生と二人きりでロマンティックな気分になってしまう。
翌朝、彼女はエレベーターを出た後で、目覚めたマシューは一緒にいた相手が誰だか思い出せなかった。
彼女のことをあきらめきれないマシューは、女子寮にいる女子学生立ちから、彼女を見つけ出そうと決意し、行動に移すのであった。

## 出演者
- マシュー - ジョナサン・タッカー
- エマニュエル・シュリーキー
- ジェイムズ・デベロ
- キャサリン・ハイグル
- ラリサ・オレイニク
- ジェイミー・プレスリー
- マリサ・リビシ
- ジョニー・グリーン
- エイミー・グラハム
- アンジェ・ビルマン
- クリスティナ・アナパウ

## 評価
Rotten Tomatoesでは、5人の批評家のレビューをもとに、本作の支持率は60％となっている。
Reel.comのChristopher Nullは2.5/4をつけ、「One hell of an oddity」と評している。Reel FilmのDavid Nusairは2.5/4をつけ、『最終絶叫計画』などの作品と比較して「...確かにもっと悪くできるだろう」と結論づけている。

## 参照
- 『100 Women』（2002年）：同じ脚本家/監督による類似したテーマの続編。この作品は、『Girl Fever』として劇場で短期間限定公開された後、『100 Women』としてDVDや映画チャンネルで公開された。
- いちご100%：同様の前提で描かれたハーレム漫画。